# 玄照寺 (世田谷区)
玄照寺（げんしょうじ）は、東京都世田谷区北烏山にある日蓮宗の寺院。山号は常徳山。旧本山は身延山久遠寺、潮師法縁。雨乞いの祖師を祀る。境内には庭瀬藩主戸川家の墓所がある。「烏山寺町」を構成する26の寺院の1つである。

## 歴史
慶長19年（1614年）忠禅院日延（小湊誕生寺18世）を開山、覚隆院日諦の開基で現在の東京都港区白金に創建した。
開山の日延は、朝鮮国王宣祖の長子臨海君の子である。文禄の役の際に、臨海君は加藤清正の捕虜になった。その後の講和で臨海君は解放されたが、臨海君の2子（姉と弟）は日本に連れてこられた。清正は2子を養育し、姉は庭瀬藩藩主の戸川達安の側室となり、弟は清正が信仰する日蓮宗の僧侶「日延」となった。弟が創建した寺ということで姉の嫁ぎ先の戸川家が檀家となっている。このように臨海君の遺児（臨海君は当寺が創建される5年前に殺害されている）が取り持つ奇縁の寺となっている。
昭和2年（1927年）現在地へ移転、関東大震災後の区画整理によるという。

## 伽藍
- 本堂

## 人物
- 瑞牙院日光（25世） 現在地に移転した。